# Dinte

Secțiune longitudinală printr-un molar: 1. Dinte 2. Smalț 3. Dentină 4. Pulpă dentală
5. cameral pulp
6. root pulp
7. Cementum (Ciment)
8. Coroană
9. Cusp
10. Sulcus
11. Colet
12. Rădăcină
13. Furcație
14. Root apex
15. Apical foramen
16. Sulcus gingivae
17. Periodontium
- 18. Gingie
- 19. liber sau interdental
- 20. marginal
- 21. alveolar
22. Periodontal ligament
23. Alveolar bone
24. Vase și nervi:
25. dental
26. periodontal
27. canalele alveolare

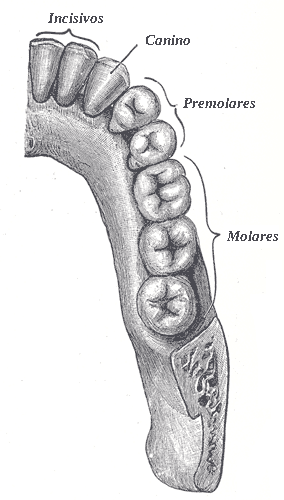

Dintele (latină: dens, dentis; greacă: odous) este un organ dur, de culoare alb-galbuie, cu sediul in cavitatea orala ,compus dintr-o coroană liberă și una sau mai multe rădăcini implantate în regiunea alveolara a oaselor maxilare (maxilar și mandibulă), și destinat îndeosebi la tăierea, la zdrobirea și la măcinarea alimentelor.

## Etimologie
Cuvântul românesc dinte este moștenit din limba latină: dens (nominativ), dentis (genitiv), iar la acuzativ: dentem, având același sens ca și în limba română. În latină, provine din rădăcina indoeuropeană comună (reconstruită) °d-, °ed, °denk sau °dent („a mușca”, „a mesteca”), de unde au ieșit, între altele, cuvintele όδούς (odous), plural: έδοντες (edontes) și όδοντος (odontos) din greaca veche sau tand, din limba olandeză.

## Descriere
Dinții sunt cele mai dure formațiuni ale organismului care prezintă 3 componente și anume rădăcina implantată printr-o gomfoză (articulație fixă) în alveola dentară, continuată cu colul în raport cu gingia, iar la exterior coroana vizibilă și albicioasă.
La copii există dentiția de lapte sau decidua, formată din 20 de dinți, înlocuită treptat spre vârsta adultă prin înmuguriri succesive pornite din maxilare, de dentiția definitivă cu 32 de dinți, câte 16 pe fiecare arcadă. O hemiarcadă la adult cuprinde de la linia mediană și anterior spre lateral și posterior, următorii dinți: 2 incisivi, 1 canin, 2 premolari și 3 molari. Molarii și premolarii sunt numiți per ansamblu măsele. Ultimul molar este numit colocvial măsea de minte. Funcțional, dinții au rol atât în pronunția unor consoane cât și în masticație, fiind adaptați perfect pentru tăierea, zdrobirea și măcinarea alimentelor.
La majoritatea vertebratelor dinții se înnoiesc de mai multe ori de-a lungul vieții.
La oameni, în schimb, în ciuda existenței unui țesut numit lamina dentară, care este esențial pentru dezvoltarea dinților, acest proces se întâmplă o singură dată.

## Structură
Coroana dintelui este alcatuita dintr-un strat neuniform  de smalț, care este un țesut ectodermic format în perioada embriogenezei. Stratul de smalt este mai subtire  înspre rădăcină, și are în compoziția sa substanțe minerale, apă și substanțe organice.
Rădăcina prezintă la suprafață cement, o substanță organo-minerală de origine mezodermică, proliferat pe întreaga perioadă a existenței dintelui și dispus sub formă de fibre de colagen.
Atât în rădăcină cât și în coroană există la interior o altă substanță de origine mezodermică numită dentină, formată în perioada embrionară.
Profund în dinte se găsește pulpa dentară, plină cu țesut moale conector. Aici se găsesc nervi și vase de sânge care pătrund în dinte printr-un canal apical al rădăcinii. Pulpa este adesea denumită „nervul dintelui”. Între pulpă și dentină se găsesc odontoblastele, care formează dentina.

## Sisteme de identificare

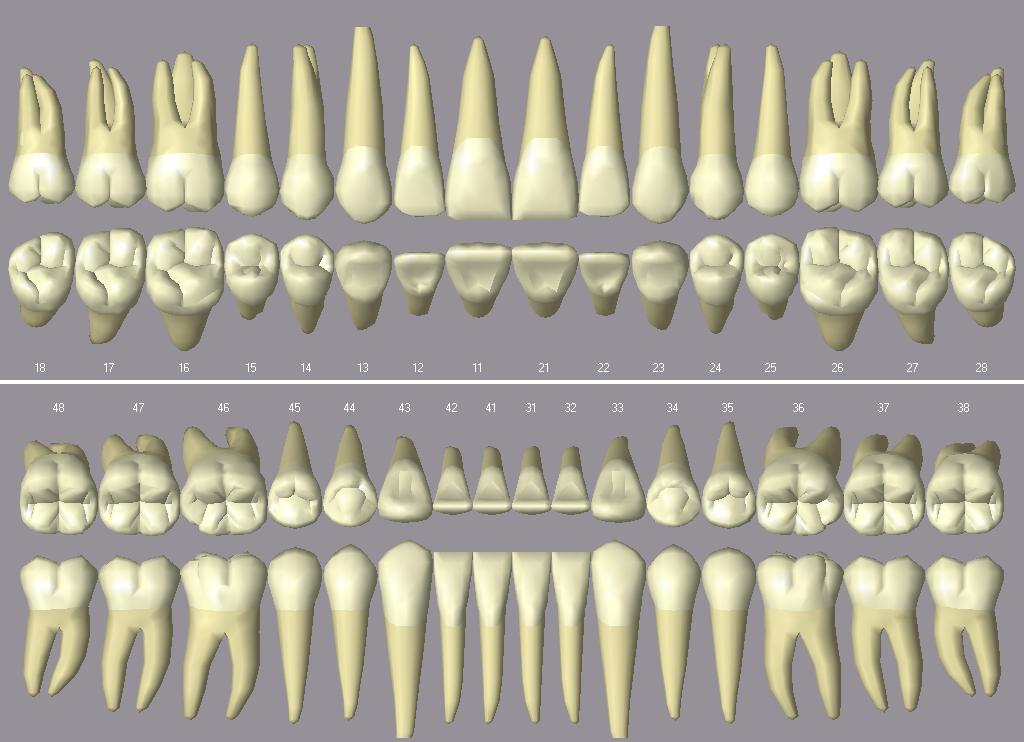
Dantură matură, creat cu Open Dental

Pe lângă denumirile individuale ale dinților (ex. incisivul central superior), există o serie de sisteme de identificare a acestora, folosite cu precădere în stomatologie. Printre acestea se numără sistemul FDI, sistemul francez, sistemul unghiular sau anglo-saxon, sistemul aritmetic și sistemul american.

## Dinții omului
Un om adult are  32  de dinți, ce pot fi împărțiți în patru tipuri: 8 incisivi, 4 canini, 8 premolari și 12 molari.
În cazuri excepționale, oamenii pot avea mai mulți dinți, astfel în 2014 unui indian i-au fost extrași 232 de dinți, apăruți ca o malformație la nivelul gingiilor.